# Codonopsis benthamii
Codonopsis benthamii är en klockväxtart som beskrevs av Joseph Dalton Hooker och Thomas Thomson. Codonopsis benthamii ingår i släktet Codonopsis, och familjen klockväxter. Inga underarter finns listade i Catalogue of Life.